# Tiet
Tiet – organiczny związek chemiczny z grupy siarkowych związków heterocyklicznych, nienasycony analog tietanu. Zbudowany jest z czteroatomowego pierścienia, w skład którego wchodzą trzy atomy węgla oraz jeden heteroatom – atom siarki. Można go rozpatrywać jako pochodną cyklobutenu, w którym jeden z atomów węgla został zastąpiony atomem siarki. Cząsteczka tietu jest płaska, a kąt pomiędzy wiązaniem C−S−C wynosi 76,8°. Jego pochodne są na ogół bardzo niestabilne.